# 酒井チエ
酒井チエ（さかい ちえ、1946年8月29日- )は、日本の詩人・作詞家。

## 略歴
本名・酒井千枝。普連土学園高等学校在学中から雑誌に詩やショートストーリーを連載。1969年多摩美術大学デザイン科卒。原田治とは多摩美術大学グラフィックデザイン科の同期生。ファッション誌、ティーン誌、PR誌などの仕事の他に、CMソングやレコードの作詞も手がける。小柳ルミ子「夏に萌えて」、クニ河内「苺の花嫁さん」（みんなのうた）、竹下景子「弟」などを作詞した。

## 著書

### 詩集
- 『優しい約束』（新書館、1971年）
- 『美しい時間』（新書館、1973年）
- 『ひとりぼっちで頬杖ついて』林静一・絵（新書館、1975年）
- 『いつもあなたを』わたべあけみ・絵（サンリオ、1977年）
- 『ね、愛してる?』林静一・絵（サンリオ、1977年）

### 翻訳
- 『アーニー 少年時代のヘミングウェイ』M.H.ミラー・著（新書館、1979年）
- 『オサムズマザーグース』原田治・絵（勁文社、2001年）
- 『OSAMU'S MOTHER GOOSE』（復刻版）原田治・絵（復刊ドットコム、2018年）

### 作詞
- 『みどりせんせいのみ』作詞：酒井チエ、作曲：みなみらんぼう、編曲：千代正行、歌：やまみどり、コロムビアゆりかご会（日本コロムビア、1978年）日本テレビ「ロンパールーム」より。